# Kwity Paye
Kwity Paye (Guinea, 19 de noviembre de 1998) es un jugador profesional guineano de fútbol americano que se desempeña en la posición de defensive end en Indianapolis Colts, equipo de la National Football League (NFL).

## Carrera
Fue seleccionado en la primera ronda en la Reunión Anual de Selección de Jugadores de la NFL de 2021. Hizo su debut profesional con el equipo Indianapolis Colts, donde lleva jugando tres temporadas.